# Parco nazionale di Kibale
Il parco nazionale di Kibale o della Foresta di Kibale (in inglese Kibale National Park o Kibale Forest National Park) è un parco nazionale dell'Uganda occidentale costituito da circa 560 km² che comprendono diversi habitat: foresta pluviale e semi-decidua, prateria e palude. Il parco è noto soprattutto perché vi si trova la più alta varietà e concentrazione di primati dell'Africa orientale con 13 specie rappresentate, ma anche per l'eccezionale avifauna e le numerosissime farfalle. Per queste caratteristiche, il parco è anche sede di una stazione di ricerca dell'Università di Makerere.
Il parco fu fondato nel 1993 allo scopo di proteggere un'area che già nel 1932 era stata dichiarata riserva forestale.
La più vicina città è Fort Portal. Il Kibale è contiguo al Parco nazionale della Regina Elisabetta, e i due parchi insieme costituiscono una delle più importanti mete turistiche del paese. La maggior parte delle strutture ricettive del parco sono gestite dalle comunità locali e quindi utilizzate da operatori specializzati nel turismo responsabile. Le comunità che abitano a Kibale sono principalmente di etnia Batooro e Bakiga.

## Fauna

### Mammiferi
Il parco è rinomato per la presenza di 13 specie di primati, fra cui:
- Cercopithecus ascanius (cercopiteco naso bianco del Congo)
- Cercopithecus lhoesti (cercopiteco barbuto)
- Colobus guereza (guereza)
- Colobus polykomos (colobo bianco e nero)
- Galago thomasi (galagone di Thomas)
- Lophocebus albigena (cercocebo dal mantello)
- Lophocebus ugandae (cercocebo dell'Uganda)
- Pan troglodytes (scimpanzé)
- Papio anubis (babbuino verde)
- Perodicticus potto (potto)
- Piliocolobus tephrosceles (colobo rosso dell'Uganda)

Fra gli altri mammiferi presenti nel parco (circa 60 specie) si possono citare:
- Anomalurus derbianus (anomaluro comune)
- Atilax paludinosus (mangusta di palude)
- Cephalophus callipygus (cefalofo di Peter)
- Cephalophus harveyi (cefalofo rosso)
- Civettictis civetta (civetta)
- Crossarchus alexandri (cusimanse di Alexander)
- Genetta genetta (genetta comune)
- Herpestes ichneumon (mangusta egiziana)
- Hippopotamus amphibius (ippopotamo)
- Hylochoerus meinertzhageni (ilochero)
- Leptailurus serval (serval)
- Loxodonta cyclotis (elefante africano delle foreste; il parco ne ospita la più vasta popolazione dell'Uganda)
- Mellivora capensis (tasso del miele)
- Mungos mungo (mangusta striata)
- Nandinia binotata (civetta delle palme africana)
- Panthera leo (leone)
- Panthera pardus (leopardo)
- Phacochoerus africanus (facocero)
- Philantomba monticola (cefalofo azzurro o blue duiker)
- Profelis aurata (gatto dorato africano)
- Syncerus caffer (bufalo)
- Tragelaphus scriptus (tragelafo o bushbuck)
- Tragelaphus spekii (sitatunga)

### Uccelli
L'avifauna comprende 335 specie identificate, fra cui:
- Apalis binotata
- Apalis nigriceps
- Chlorocichla laetissima
- Columba albinucha (piccione dalla nuca bianca)
- Elminia albiventris
- Francolinus levaillantii (francolino dalle ali rosse)
- Nectarinia bouvieri
- Nectarinia minulla
- Onychognathus fulgidus
- Phylloscopus budongoensis
- Pitta angolensis
- Pitta reichenowi
- Sarothrura rufa (rallo pettorosso)
- Zoothera piaggiae

### Rettili
- Bitis nasicornis (vipera rinoceronte)

### Invertebrati
Il parco ospita una vastissima e varia popolazione di farfalle tropicali (144 specie identificate).

## Strutture ricettive e turismo
Il parco è una delle più importanti attrazioni turistiche dell'Uganda, e dispone di numerosi  lodge di lusso (Primate Lodge Kibali, Ndali Lodge) e altre sistemazioni economiche . Nei dintorni del parco, per esempio nei pressi di Fort Portal e di Bigodi, si trovano altri lodge, guesthouse e alberghi. Presso le strutture ricettive del parco sono organizzate escursioni di diversi tipi; è particolarmente noto il chimp tracking, un safari a piedi pensato per l'osservazione degli scimpanzé. Ai bordi del parco si trova anche il Bigodi Wetland Sanctuary, un progetto comunitario dedicato al bird watching.